# 长苞列当
长苞列当（学名：Orobanche solmsii）为列当科列当属下的一个种。产中国西藏西部和东南部，巴基斯坦、克什米尔地区和喜马拉雅也有分布。生于海拔2700米的林下荒地，寄生于独活属植物根上。

## 扩展阅读
- 維基物種上的相關：长苞列当